# Ragga-pop
Il ragga-pop (raggamuffin-pop o dancehall pop) è un termine generico spesso usato in ambito musicale per identificare quegli stili di musica raggamuffin – o generalmente di dancehall reggae – affini alle strutture e alle melodie tipiche della musica pop. Può essere inteso come uno stile di dancehall/ragga dalle sonorità particolarmente melodiche, commerciali e ben prodotte. Shaggy e Sean Paul sono esempi di artisti etichettati frequentemente come ragga-pop.

## Biografia
I primi casi di esplicita affinità tra reggae e pop possono essere riconosciuti nel reggae-pop, genere consolidato pienamente attorno alla metà degli anni ottanta grazie ad artisti britannici come UB40, Eddy Grant e Maxi Priest. Il reggae-pop traeva le sue radici dal reggae, ma era caratterizzato da elementi commerciali, melodici e accattivanti, distinto per la qualità delle produzioni, e pensato per ottenere riscontri al di fuori del territorio giamaicano, come tra il pubblico occidentale. All'interno della scena giamaicana, la metà degli anni ottanta fu particolarmente importante anche per la nascita del raggamuffin, ovvero la variante digitale del dancehall reggae. Il raggamuffin della prima era – il cosiddetto early ragga – rappresentava essenzialmente il nuovo dancehall reggae su basi sintetizzate.
Il reggae-pop e il raggamuffin sorsero attorno agli stessi anni, tuttavia nel primo periodo di sviluppo esistevano importanti distinzioni tra i due generi: il reggae-pop era uno stile strumentale ben prodotto, suonato da artisti spesso esterni alla Giamaica e pensato per ottenere riscontri nel mercato discografico internazionale; mentre l'early ragga era una forma di reggae digitale, più povera, essenziale e non sempre politicamente corretta, suonata e sostenuta dai giovani dei ghetti di Kingston. L'early ragga veniva prodotto a costi relativamente bassi grazie alle basi digitali, dava spazio anche ad artisti di poco talento, spesso i cantanti erano stonati, e gli stessi riddim venivano riproposti da decine di cantanti dell'epoca, tutto questo a scapito della qualità e dell'originalità delle produzioni. Inizialmente tra l'early raggamuffin e il reggae-pop potevano quindi essere riconosciute delle distinzioni a livello lirico, sonoro, attitudinale, oltre che geografico. 
Ciò nonostante, già in questo decennio alcuni artisti dancehall iniziarono a strizzare l'occhio al pop. Di rilevanza storica fu l'album di Barrington Levy Here I Come (1985), il primo lavoro in cui l'artista sperimento sonorità parzialmente digitali, pubblicato non a caso nell'anno di nascita del genere raggamuffin o "digital dancehall". Il singolo omonimo estratto, "Here I Come (Broader Than Broadway)", entrò nella Top 50 delle classifiche pop britanniche rivelandosi come la sua prima hit internazionale. Altri artisti dancehall/ragga trascinarono la loro cultura dancehall nelle classifiche pop, come Smiley Culture con "Cockney Translation" (1984), o Tippa Irie con "Hello Darling" (1986). Questi eventi dimostrarono che anche la musica dancehall avesse un grande potenziale commerciale, che però sarà più evidente a partire dal decennio successivo. Con l'avanzare degli anni ottanta la scena dancehall/ragga emigrò insediandosi nei quartieri di Brooklyn e del Bronx a New York, che diventarono l'epicentro alternativo del genere al di fuori della Giamaica. Molti artisti dancehall/ragga negli anni ottanta si trasferirono infatti in queste località.
Terminata l'"era early ragga" della seconda metà del decennio, i primi anni novanta segnarono una nuova prolifica epoca per il dancehall/raggamuffin. Nuove varianti come il ragga rap e l'hardcore ragga, rappresentate da Buju Banton, Shabba Ranks e Bounty Killer, irruppero nel mercato statunitense all'interno delle classifiche R&B e hip hop statunitensi ottenendo un grande successo commerciale. Fu probabilmente attorno a questo periodo che poteva essere riconosciuta la vera e propria affermazione del ragga-pop, proprio nel momento in cui il ragga cominciò ad ottenere un'ulteriore forte diffusione al di fuori del territorio giamaicano. In parallelo al successo delle varianti più estreme e volgari del raggamuffin (hardcore ragga), il ragga-pop si presentò come l'erede della dancehall accattivante e assimilabile degli anni ottanta, un sound spesso adottato anche da artisti hardcore ragga e ragga rap. Shabba Ranks si riunì con Maxi Priest lanciando la hit "Housecall" (1991), Chaka Demus & Pliers erano regolarmente presenti nelle classifiche pop, mentre artisti come Shaggy e Super Cat iniziarono ad ottenere in questi anni una grande popolarità. Shaggy, probabilmente l'artista più frequentemente etichettato come ragga-pop o dancehall-pop, a partire dagli anni novanta si impose come uno dei principali artisti dancehall/ragga dal grande successo commerciale, posizionandosi in cima alle classifiche pop negli Stati Uniti e in altri paesi.
Nonostante il termine ragga-pop non sia troppo diffuso se non da parte dei critici e delle enciclopedie musicali, il suo riconoscimento può essere giudicato necessario per codificare le comuni forme di raggamuffin e dancehall reggae affini ai canoni del pop e dal grande potenziale commerciale. Ciò nasce anche dall'esigenza di distinguere vari sottogeneri del raggamuffin fortemente contrapposti tra loro, come l'hardcore ragga e appunto il ragga pop. Il ragga-pop è in definitiva un'etichetta piuttosto generica oggi spesso usata per definire lo stile di artisti ragga/dancehall come Shaggy, Barrington Levy, Super Cat, Sean Paul, i T.O.K., Damian Marley e Chaka Demus & Pliers.